# Лупус Серват
Лупус Серват (на френски: Loup de Ferrieres) e френски монах и теолог, абат на бенедиктинския манастир край Ферие. 

## Биография
Роден в семейство на среднозаможни селяни, той влиза в манастира във Ферие още в детската си възраст. Към 829 г. предприема пътуване но Фулда, където учи при Рабан Мавър и среща Готшалк, с когото стават приятели за цял живот. През 836 г. се завръща в първия си манастир краи Ферие и е представен в двора на Луи Благочестиви, където печели благоразположението на императрица Юдит. При смъртта на Луи през 840 г. е избран за абат на Ферие.

## Творчество
Лупус е по скоро хуманист, отколкото чист теолог, и е една от ярките фигури на късния период на Каролингското възраждане. Превръща манастира във Ферие във важен център за образование и преподаване. Той взема участие в много събори, а също така и във военни действия. Написал е сравнително малко творби, които са по скоро агиографски, отколкото концептуално-теологически. Най-важната му теологическа работа е книгата „За трите въпроса“ 850 г. в която защитава умерен августинианизъм, близък до Готшаллк, но различен от неговите противници. Според него след първородния грях и изгонването на свободанта воля на човека, оставена само от неговата наклонност, може да го доведе само до злото и по този начин съществува предопределение за проклятие, както има и предопределение за вечен живот, според текста в 1 Тим. 2:4, според който по Божията воля всички човеци би трябвало да бъдат спасени, интерпретирайки го в тесния смисъл на избраните за спасение.
Безспорно най-интересните за историята трудове на Лупус са неговите 132 писма до значими личности от неговото време, като например папа Бенедикт III, краля и император Карл Плешиви, архиепископа на Реймс, Хинкмар и абата на „Фулда“ Рабан Мавър, които съдържат ценни сведения за еволюцията на отношението на Църквата с империята и особено във връзката с васалите.